# 針中野駅
針中野駅（はりなかのえき）は、大阪府大阪市東住吉区駒川五丁目にある、近畿日本鉄道（近鉄）南大阪線の駅。駅番号はF05。東住吉区のほぼ中心に位置する。

## 歴史

### 年表
- 1923年（大正12年）4月13日：大阪鉄道の大阪天王寺（現在の大阪阿部野橋） - 布忍間開通時に開業[1]。
- 1943年（昭和18年）2月1日：関西急行鉄道が大阪鉄道を合併[1]。関西急行鉄道天王寺線の駅となる。
- 1944年（昭和19年）6月1日：戦時統合により関西急行鉄道が南海鉄道（現在の南海電気鉄道の前身。後に再独立）と合併、近畿日本鉄道南大阪線の駅となる[1]。
- 1975年（昭和50年）7月1日：下り線が高架化[2]。
- 1976年（昭和51年）2月21日：上り線も高架化し、高架工事完了[2]。
- 2007年（平成19年）4月1日：PiTaPa使用開始[3]。
- 2022年（令和4年）
  - 2月：長居公園と大阪市立長居植物園のリニューアルに合わせた駅のリニューアルが着工[4]。
  - 4月：副駅名「長居公園 植物園前」を設定[4]。
  - 7月27日：駅のリニューアルが完了[4]。

### 駅名の由来
大正時代に鍼灸師の中野家41代目が、大阪鉄道の開通に尽力し、そのお礼として1923年の開通時に中野鍼灸院の最寄り駅の名前を「針中野」にしたといわれている。のち一帯の地名として定着し、1980年には町名針中野が誕生した。

## 駅構造
相対式2面2線ホームを持つ高架駅でホーム有効長は6両である。改札・コンコースは2階、ホームは3階にあり、改札口は1ヶ所のみである。

### のりば
| のりば | 路線       | 方向 | 行先             |
| ------ | ---------- | ---- | ---------------- |
| 1      | F 南大阪線 | 下り | 古市方面         |
| 2      | F 南大阪線 | 上り | 大阪阿部野橋方面 |

### 駅営業・設備面
- 大阪阿部野橋駅管理の有人駅で、PiTaPa・ICOCA対応の自動改札機および自動精算機（回数券カードおよびICカードのチャージに対応）が設置されている。
- 定期券・特急券は専用の自動券売機で購入可能[7]。
- 区内の近鉄の駅では唯一売店がある。
- 改札階である2階には、奈良交通グループである『若草書店』が1976年（昭和51年）11月から1995年（平成7年）10月まで入居していた[8]。その後長年に渡り空きテナントとなっていたが、階下にマクドナルドが再オープンする際に書店跡が生かされた。

## 利用状況
2024年11月12日における1日乗降人員は8,233人である。
近年における1日乗降人員の推移は下表の通り。
| 年度               | 特定日利用状況 | 特定日利用状況 | 特定日利用状況 | 特定日利用状況 | 1日平均 乗車人員 | 出典        | 出典          | 出典         |
| 年度               | 調査日         | 乗車人員       | 降車人員       | 乗降人員       | 1日平均 乗車人員 | 近鉄        | 大阪府        | 大阪市       |
| ------------------ | -------------- | -------------- | -------------- | -------------- | ---------------- | ----------- | ------------- | ------------ |
| 1990年（平成02年） | 11月06日       | 9,537          | 9,448          | 18,985         |                  |             | [ 大阪府 1 ]  |              |
| 1991年（平成03年） | -              | -              | -              | -              |                  |             | [ 大阪府 2 ]  |              |
| 1992年（平成04年） | 11月10日       | 9,176          | 9,097          | 18,273         |                  |             | [ 大阪府 3 ]  |              |
| 1993年（平成05年） | -              | -              | -              | -              |                  |             | [ 大阪府 4 ]  |              |
| 1994年（平成06年） | -              | -              | -              | -              |                  |             | [ 大阪府 5 ]  |              |
| 1995年（平成07年） | 12月05日       | 8,812          | 8,489          | 17,301         |                  |             | [ 大阪府 6 ]  |              |
| 1996年（平成08年） | -              | -              | -              | -              |                  |             | [ 大阪府 7 ]  |              |
| 1997年（平成09年） | -              | -              | -              | -              |                  |             | [ 大阪府 8 ]  |              |
| 1998年（平成10年） | 11月10日       | 7,487          | 7,422          | 14,909         |                  |             | [ 大阪府 9 ]  |              |
| 1999年（平成11年） | -              | -              | -              | -              |                  |             | [ 大阪府 10 ] |              |
| 2000年（平成12年） | 11月07日       | 7,065          | 7,235          | 14,300         |                  | [ 近鉄 1 ]  | [ 大阪府 11 ] |              |
| 2001年（平成13年） | -              | -              | -              | -              | 7,616            |             | [ 大阪府 12 ] | [ 大阪市 1 ] |
| 2002年（平成14年） | -              | -              | -              | -              | 6,998            |             | [ 大阪府 13 ] | [ 大阪市 1 ] |
| 2003年（平成15年） | 11月11日       | 6,244          | 6,307          | 12,551         | 6,682            | [ 近鉄 2 ]  | [ 大阪府 14 ] | [ 大阪市 1 ] |
| 2004年（平成16年） | -              | -              | -              | -              | 6,281            |             | [ 大阪府 15 ] | [ 大阪市 1 ] |
| 2005年（平成17年） | 11月08日       | 5,680          | 5,739          | 11,419         | 6,046            | [ 近鉄 3 ]  | [ 大阪府 16 ] | [ 大阪市 1 ] |
| 2006年（平成18年） | -              | -              | -              | -              | 5,895            |             | [ 大阪府 17 ] | [ 大阪市 1 ] |
| 2007年（平成19年） | -              | -              | -              | -              | 5,732            |             | [ 大阪府 18 ] | [ 大阪市 1 ] |
| 2008年（平成20年） | 11月18日       | 5,251          | 5,472          | 10,723         | 5,591            |             | [ 大阪府 19 ] | [ 大阪市 1 ] |
| 2009年（平成21年） | -              | -              | -              | -              | 5,387            |             | [ 大阪府 20 ] | [ 大阪市 1 ] |
| 2010年（平成22年） | 11月09日       | 4,844          | 5,012          | 9,856          | 5,192            | [ 近鉄 4 ]  | [ 大阪府 21 ] | [ 大阪市 1 ] |
| 2011年（平成23年） | -              | -              | -              | -              | 5,126            |             | [ 大阪府 22 ] | [ 大阪市 1 ] |
| 2012年（平成24年） | 11月13日       | 4,617          | 4,756          | 9,373          | 4,954            | [ 近鉄 5 ]  | [ 大阪府 23 ] | [ 大阪市 1 ] |
| 2013年（平成25年） | -              | -              | -              | -              | 5,008            |             | [ 大阪府 24 ] | [ 大阪市 1 ] |
| 2014年（平成26年） | -              | -              | -              | -              | 4,952            |             | [ 大阪府 25 ] | [ 大阪市 1 ] |
| 2015年（平成27年） | 11月10日       | 4,832          | 4,895          | 9,727          | 5,071            | [ 近鉄 6 ]  | [ 大阪府 26 ] | [ 大阪市 1 ] |
| 2016年（平成28年） | -              | -              | -              | -              | 5,099            |             | [ 大阪府 27 ] | [ 大阪市 1 ] |
| 2017年（平成29年） | -              | -              | -              | -              | 5,102            |             | [ 大阪府 28 ] | [ 大阪市 1 ] |
| 2018年（平成30年） | 11月13日       | 4,586          | 4,689          | 9,275          | 5,012            | [ 近鉄 7 ]  | [ 大阪府 29 ] | [ 大阪市 1 ] |
| 2019年（令和元年） | -              | -              | -              | -              | 4,937            |             | [ 大阪府 30 ] | [ 大阪市 2 ] |
| 2020年（令和02年） | -              | -              | -              | -              | 3,960            |             | [ 大阪府 31 ] | [ 大阪市 3 ] |
| 2021年（令和03年） | 11月09日       | 4,024          | 4,083          | 8,107          | 4,060            | [ 近鉄 8 ]  | [ 大阪府 32 ] | [ 大阪市 4 ] |
| 2022年（令和04年） | 11月08日       | 4,107          | 4,131          | 8,238          | 4,363            | [ 近鉄 9 ]  | [ 大阪府 33 ] | [ 大阪市 5 ] |
| 2023年（令和05年） | 11月07日       | 4,164          | 4,188          | 8,352          | 4,439            | [ 近鉄 10 ] | [ 大阪府 34 ] | [ 大阪市 6 ] |
| 2024年（令和06年） | 11月12日       |                |                | 8,233          |                  | [ 近鉄 11 ] |               |              |

## 駅周辺

### 商業施設
- 駒川商店街

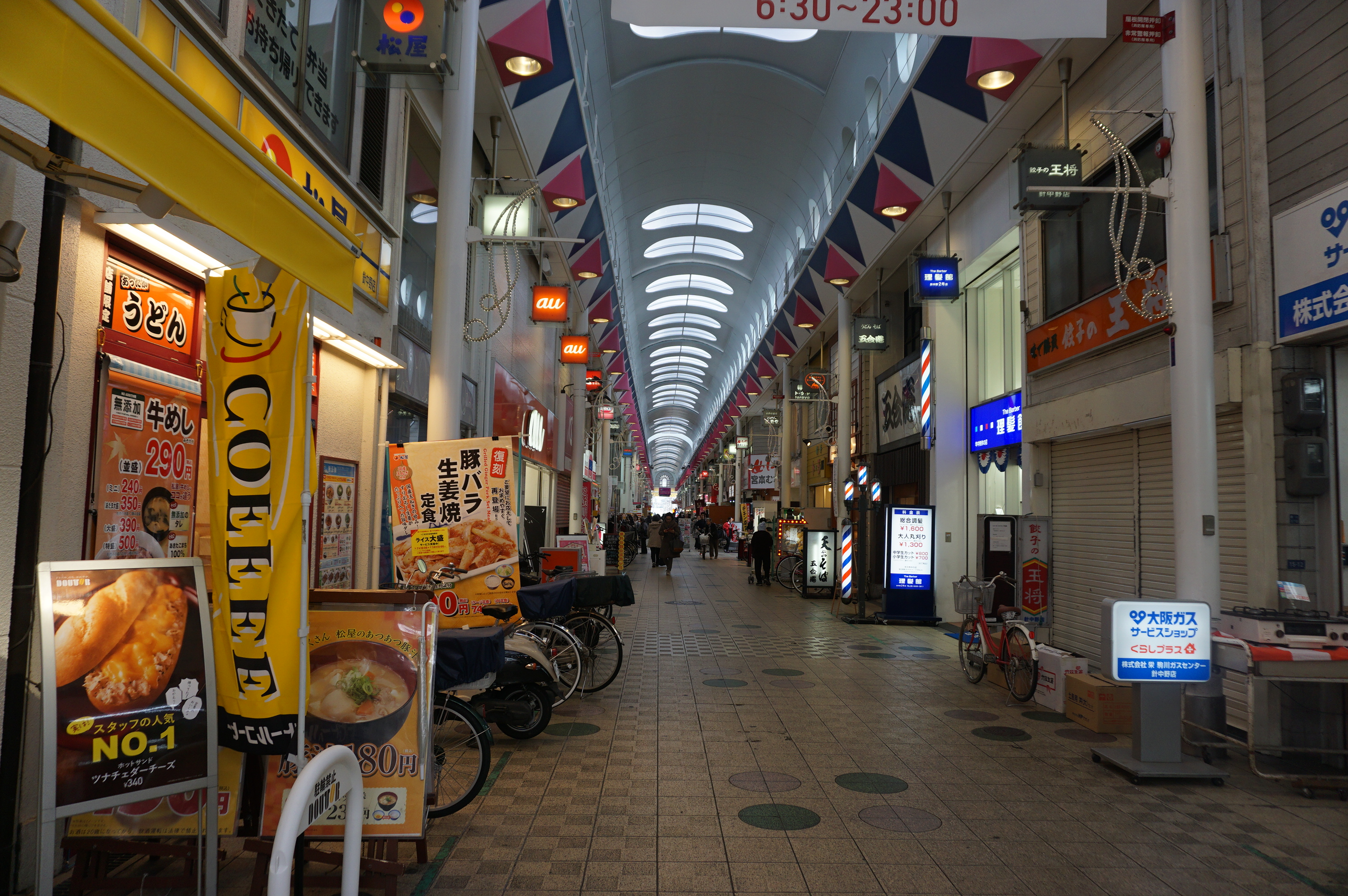
駒川商店街
  - コクミン 駒川店
  - ザ・ダイソー 針中野店
  - ビス鷹宮（スーパーマーケット）
  - 北港観光バス西田辺瓜破西線「駒川商店街」停留所
- スーパーマーケットKINSHO針中野店（駅の1階）
- マクドナルド 針中野店（高架下）
- ファミリーマート 近鉄針中野駅店（高架下）
- ローソン 東住吉駒川五丁目店
- スーパー玉出 駒川店
- フレップ駒川
- マツヤデンキ 針中野店

### 学校
- 大阪府立東住吉高等学校
- 大阪市立中野中学校
- 大阪市立南百済小学校
- 大阪市立東田辺小学校
- 大阪市立鷹合小学校
- 学校法人大阪慈光学園 中野幼稚園

### 銀行
- 三井住友銀行 駒川町支店（旧河内銀行→住友銀行）
- 関西みらい銀行 針中野支店・矢田支店
- 大阪厚生信用金庫 針中野支店

### その他
- 中野鍼灸院
- サラヤ株式会社本社
- いちよし証券 針中野支店
- 日本郵便 東住吉駒川五郵便局
- 日本郵便 東住吉針中野郵便局
- 日本郵便 東住吉鷹合郵便局
- 大阪市立東住吉図書館
- 中井神社
- 湯里住吉神社
- 鷹合神社
- 長居公園
- 駒川中野駅 - Osaka Metro谷町線（北方約600m、徒歩10分）[注 1]

## 隣の駅
近畿日本鉄道
F 南大阪線
■急行・■区間急行・■準急
通過
■普通
今川駅 (F04) - 針中野駅 (F05) - 矢田駅 (F06)
- 括弧内は駅番号を示す。

### 記事本文